# Rybionek (Ińsko)
Rybionek – część miasta Ińsko w Polsce położona w województwie zachodniopomorskim, w powiecie stargardzkim, w gminie Ińsko.
Miejscowość położona jest 1,5 km na północny zachód od Ińska (siedziby gminy) i 37 km na północny wschód od Stargardu (siedziby powiatu).
W latach 1975–1998 miejscowość administracyjnie należała do województwa szczecińskiego.